# 阿部十郎

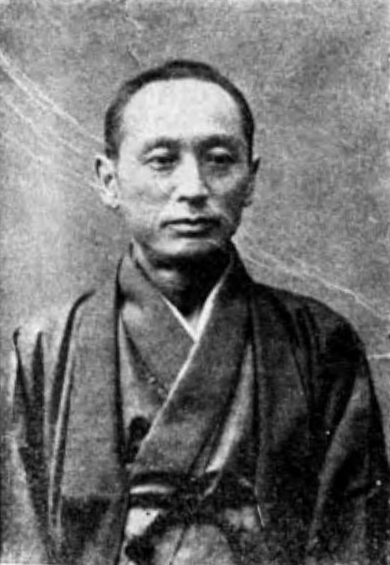

阿部十郎（あべ じゅうろう，天保8年8月22日（1837年9月21日） - 明治40年（1907年1月6日）是新選組隊士，御陵衛士，赤報隊隊士。諱隆明。別姓高野。維新後依據名諱而稱為阿部隆明。另外相關名單中的阿部慎藏，阿部信次郎都是同一人。

## 來歷

### 成長過程
天保8年（1837年），出生於出羽國由利郡羽廣村，是一般百姓・阿部多郎兵衛以及與彌的次子。之後成為出羽國龜田藩士・高野林太郎的養子而成為武士。
之後脱藩，據說文久3年（1863年）7月以前，以阿部慎藏的名字加入壬生浪士組（之後的新選組）。但因為與新選組方針對立而離開，並躲藏在水戶藩士吉成勇太郎那邊。這時也認識了薩摩藩士・中村半次郎。
之後自稱「高野十郎」，並在大坂谷萬太郎名下學習劍術，並與谷一起在大坂ぜんざい屋事件中活躍。也因為其活躍，於是在慶應元年（1865年）5月時，於是以阿部信次郎（真一郎）之名回到組裡。

### 御陵衛士
在新選組雖擔任伍長・砲術師範等職位，但在慶應3年（1867年）3月卻與 伊東甲子太郎等12名離隊並組成御陵衛士。在油小路事件時，由於去獵鷹而逃過一劫，在知道事件發生後逃往薩摩藩官邸躲避。

### 戊辰戰爭
與找到復仇機會的御陵衛士殘黨們共同在伏見墨染襲擊近藤勇並造成其受傷。戊辰戰爭中，隸屬薩摩藩中村半次郎麾下，後來參加鳥羽伏見之戰。之後加入赤報隊。慶應4年3月，讓脫隊的前新選組隊士井汲恭平（谷川辰吉，和栗吉次郎）也一起加入赤報隊。閏4月8日時，催促以勤王志願為名目回到江戶的神崎一二三加入軍防局。

### 明治維新以後
維新後，西村兼文在『新撰組始末記』中雖記載前新選組隊士安富才助遭阿部殺害，但並非事實。之後他以彈正台以及開拓使的身分出仕北海道廳。離職後在札幌經營果樹園（北海道果樹協會），並種植蘋果。明治30年代出席史談會，並留下關於幕末當時的珍貴談話。明治40年（1907年），在東京過世。享年71歲。

## 逸話
- 明治33年3月出席史談會時，阿部證稱「慶應3年12月，他們襲擊近藤時造成他受傷，開槍後要用槍殺死近藤的工作本來是由篠原泰之進以及加納鷲雄負責，但他們卻因為膽小而丟槍落荒而逃」。之後他也與二人斷絕聯絡。然後篠原在史談會以及後年自己執筆的手記『秦林親日記』中，則是主張「槍擊近藤的是他自己」[3]。
- 關於受新選組密命而潛入御陵衛士擔任密探的齋藤一，服部表示「齋藤是偷走伊東放在抽屜內的五十兩金子要獻給他特別關照的藝妓，接著就未住在月真院（御陵衛士的屯所）而是直接回到新選組」並終身相信這件事[4]。
- 阿部在史談會中提到「沖田總司，他是近藤勇的頭號弟子，實力相當好。下一個是齋藤一。接下來是流派不同而叫做永倉新八的。這個人比起沖田在修行中更加精進。」，所以在講到新撰組最強者是誰的話題時，經常會提到「１是永倉，２是沖田，３是齋藤」。

## 登場作品
- 神劍闖江湖北海道篇（集英社、和月伸宏作）。

## 備註
1. ↑  『井汲恭平関係文書　自明治２年１１月至同３年正月』 東京大学史料編纂所藏
2. ↑  「閏４月　神崎一二三口書〔京都裁判所〕」『明治元年閏４月　諸往復留　波２６』 防衛省防衛研究所藏
3. ↑  . 新人物往来社. 1972年: 168.
4. ↑  市居, 浩一. . 新人物往来社. 2004年: 85.